# Église Saint-Martin de Loisail
L'église Saint-Martin est une église catholique située à Loisail, en France.

## Localisation
L'église est située dans le département français de l'Orne, sur la commune de Loisail.

## Historique
L'édifice est classé au titre des monuments historiques en 1905.